# Potez 56
Potez 56 là một loại máy bay vận tải của Pháp trong thập niên 1930, do hãng Potez chế tạo. Nó còn được quân đội dùng làm máy bay liên lạc và huấn luyện.

## Quốc gia sử dụng
Pháp
- Không quân Pháp
- Hải quân Pháp

 Cộng hòa Tây Ban Nha
- Không quân Cộng hòa Tây Ban Nha

## Biến thể
Potez 56
Potez 560
Potez 561
Potez 565
Potez 566
Potez 567
Potez 568

## Tính năng kỹ chiến thuật (560)
Dữ liệu lấy từ 
Đặc điểm tổng quát
- Kíp lái: 2
- Sức chứa: 6 hành khách
- Chiều dài: 11.84 m (38 ft 10 ¼ in)
- Sải cánh: 16 m (52 ft 6 in)
- Chiều cao: 4.6 m (15 ft 1¼ in)
- Diện tích cánh: 33 m2 (355.22 ft2)
- Trọng lượng rỗng: 1910 kg (4211 lb)
- Trọng lượng có tải: 2980 kg (6570 lb)
- Powerplant: 2 × Potez 9Ab, 138 kW (185 hp) mỗi chiêc

Hiệu suất bay
- Vận tốc cực đại: 270 km/h (168 mph)
- Tầm bay: 650 km (404 dặm)
- Trần bay: 6000 m (19685 ft)